# ماریو سراندریی
ماریو سراندریی (ایتالیایی: Mario Serandrei؛ ‏ ۲۳ مهٔ ۱۹۰۷ – ۱۷ آوریل ۱۹۶۶) کارگردان، فیلم‌نامه‌نویس و تدوین‌گر اهل ایتالیا بود.
از جمله فیلم‌های او می‌توان به انتقام دزدان دریایی، تئودورا، ملکه زرخرید، شام دلقک، فرشته سپید، سالواتوره جولیانو، قطار شب به میلان، دختر ماتا هاری و پاهای طلایی اشاره کرد.